# União Internacional de Ciências Geológicas
A União Internacional das Ciências Geológicas (em inglês:  International Union of Geological Sciences, IUGS), também referida pelo acrônimo UICG, é uma federação internacional, de carácter não governamental, que agrupa as principais associações que se dedicam ao estudo das ciências da Terra. A instituição tem como objectivo fomentar a cooperação internacional no campo da geologia, da petrologia e das ciências associadas.